# 像小强一样活着
《像小强一样活着》，是一部2011年7月29日起在中国大陆上映的喜剧电影，改变自不K拉创作的同名网络小说。本剧讲述了一个青年进城后偶然卷入黑恶势力并与其斗智斗勇的故事。导演关尔，主演赵英俊、孟霞。

## 剧情简介
进城青年张小强和朋友一起靠卖黄色光碟、壮阳药为生，阴差阳错遭遇女民警刘颖，刘颖数次抓捕张小强均未成功。最后一次抓捕即将成功之际，偶遇了被黑恶势力迫害后试图跳楼的吴大成，张小强将其劝下，并卷入了一场与黑恶势力的斗争之中。

## 主要演员
| 演員   | 角色   | 介紹                                                       |
| 赵英俊 | 张小强 | 进城的小人物，靠着小聪明行走在法律的边缘、与黑恶势力斗争   |
| 孟霞   | 刘颖   | 女民警，与张小强不打不相识                                 |
| 金巧巧 | 李太太 | 剧中反派，喜好男色，黑社会老大之妻，杀死丈夫后自己成了老大 |